# Ambroży Mikołaj Skarżyński

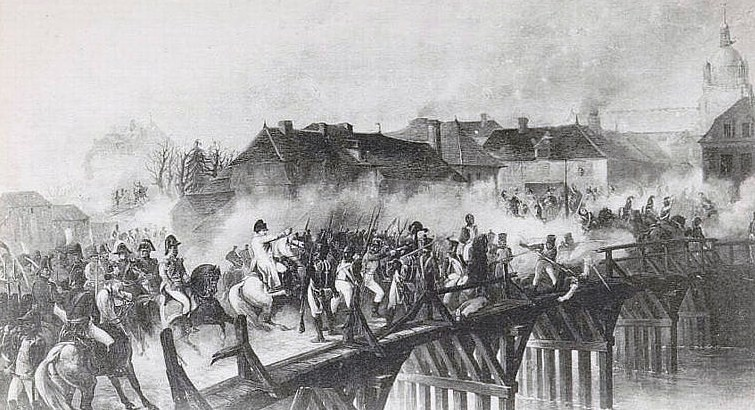
Bitwa pod Arcis-sur-Aube

Ambroży Mikołaj Skarżyński herbu Bończa (ur. 7 grudnia 1787, zm. 6 czerwca 1868 w Orłowie) – pruski kadet w latach 1804–1808, baron, napoleoński oficer w latach 1808–1815, a następnie generał Wojsk Polskich w latach 1830–1831.

## Życiorys
Syn Jerzego Skarżyńskiego herbu Bończa, podkomorzego sochaczewskiego a w późniejszych latach prezesa Sądu Apelacyjnego w Księstwie Warszawskim i kasztelana Królestwa Polskiego i Bibianny z Lanckorońskich herbu Zadora. Ambroży, wraz ze swoimi braćmi: Kazimierzem i Feliksem pobierał nauki na pensji emigranta Borne’a, a następnie w pruskiej szkole wojskowej. Kadet w 13 pułku dragonów. Wziął udział w bitwach pod Kwidzynem, Nowymi Olędrami, Elblągiem, w obronie Gdańska. Dymisja w stopniu porucznika.
12 marca 1808 wstąpił do 1. pułku szwoleżerów polskich w gwardii Napoleona I, gdzie otrzymał przydział do 5. kompanii w szwadronie dowodzonym przez Tomasza Łubieńskiego. Brał udział w kampanii hiszpańskiej 1808, austriackiej 1809 (bitwy pod Ebersberg, Essling, Wagram, Znaim (Znojno)), odznaczony krzyżem kawalerskim Legii Honorowej. Awans na kapitana 17 lutego 1811. W sierpniu 1812 podczas kampanii rosyjskiej przeniósł się do formowanego wówczas 3. pułku szwoleżerów litewskich, z awansem na szefa szwadronu od 11 sierpnia 1812. W bitwie pod Słonimiem pododdziały tego pułku wpadły w rosyjską zasadzkę, z której wyszedł cało tylko szwadron Ambrożego Skarżyńskiego. Po tej klęsce pułku już nie odtwarzano, a resztki włączono do pułku 1 szwoleżerów. Udział w kampanii 1813 (bitwy pod Weimarem, Hanau, Dreznem, Lipskiem). 28 listopada 1813 otrzymał krzyż oficerski Legii Honorowej, a w 1814 Order Cesarski Zjednoczenia. W kampanii 1814 brał udział w bitwach pod Montmirail, Château-Thierry, Champaubert, Montereau, Reims, Berry-au-Bac, Arcis-sur-Aube, Saint-Dizier. W bitwie pod Berry-au-Bac (5 marca 1814) i pod Arcis-sur-Aube (21 marca 1814) szwadron dowodzony przez Skarżynskiego zdobył most doprowadzając do ucieczki oddziałów pruskich, co otworzyło drogę dla armii francuskiej. W bitwie pod Arcis-sur-Aube szwadron Skarżyńskiego osłonił Napoleona przed atakiem nieprzyjacielskiej kawalerii.
Za zasługi w bitwie pod Wagram nagrodzony został tytułem Chevalier de l’Empire oraz dziedziczną rentą w wysokości 500 franków rocznie, zaś za odwagę pod Berry-au-Bac i Arcis-sur-Aube otrzymał od Napoleona I tytuł barona Cesarstwa w 1814 (tytuł ten potwierdzony został w 1820 przez Deputację Senatu Królestwa Polskiego).
Skarżyński wystąpił z armii napoleońskiej w 1815, osiadł w majątku żony w Orłowie. W początkach grudnia 1830 wstąpił do Wojska Polskiego. Zrazu był komendantem placu w Warszawie (powołanie 2 grudnia 1830), potem dowódcą 6 pułku ułanów (od 20 grudnia 1830), wreszcie generałem brygady (9 marca 1831). Odznaczony Krzyżem Virtuti Militari Złotym (19 lipca 1831) i Kawalerskim (20 września 1831). Po upadku powstania listopadowego Ambroży wyemigrował wraz z najstarszym synem Jerzym do Wielkopolski (zabór pruski), gdzie osiadł w okolicach Wrześni. Był członkiem Kasyna Gostyńskiego, a w roku 1846 członkiem komitetu powstańczego w powiecie kościańskim. Do Królestwa powrócił po amnestii 1856 i zamieszkał w Orłowie.
W 1818 Skarżyński poślubił Józefę z Sokołowskich herbu Pomian. W posagu otrzymał majątek Orłowo koło Kutna, od ojca dostał Suserz. Dzieci Ambrożego i Julii z Sokołowskich: 1. Jerzy, 2. Magdalena, 3. Kazimierz, 4. Eleonora, 5. Bibianna, 6. Konstanty, 7. Franciszek, 8. Stanisław, 9. Maksymilian Józef.
Pochowany w grobowcu rodzinnym w Orłowie.